# Roman Dirge
Roman Dirge est un auteur de comics américain né le 29 avril 1972. Au départ travaillant comme magicien, il commença quelques années plus tard à créer une série de strips, publiée dans le Xenophobe magazine qui le rendra célèbre : Lenore the Cute Little Dead Girl. Vues la qualité et la popularité de la série, il se fait embaucher par la suite chez Slave Labor Graphics.
C'est aussi un écrivain, avec des livres comme Something At The Window Is Scratching, The Monsters In My Tummy, ou encore The Cat With A Really Big Head: And One Other Story That Isn't As Good, dans lesquels on reconnaît son style, très inspiré de l'imaginaire Burtonien en plus sombre. D'ailleurs Tim Burton aime beaucoup son travail.
Il a aussi contribué à l'écriture de certains épisodes de la série Invader Zim, créée par un de ses plus grands amis et collègue : Jhonen Vasquez, un artiste travaillant aussi pour Slave Labor Graphics